# 康科德鎮區 (密歇根州)
康科德鎮區（英語：Concord Township）是位於美國密歇根州傑克遜縣的一個行政鎮區。

## 地方資料
康科德鎮區的面積為93.76平方千米，當中陸地面積為92.54平方千米，而水域面積為1.22平方千米。根據2020年美國人口普查的數據，當地共有人口2755人，而人口密度為每平方千米29.38人。